# Sula Sgeir
Sula Sgeir (schottisch-gälisch, von Súlasker, altnorwegisch für Basstölpelschäre) ist eine Insel im Norden der Äußeren Hebriden in Schottland. Sula Sgeir gehört zu den abgelegensten der britischen Inseln. Die Insel ist unbewohnt.

## Geographie
Sula Sgeir liegt fast 70 Kilometer nördlich der Nordspitze der Hauptinsel Lewis und 16 Kilometer westlich der Insel Rona. Die Insel ist rund 0,15 km² groß und besteht aus Gneis. Im Süden gibt es eine Reihe von miteinander verbundenen Seehöhlen. Um die Insel herum liegen mehrere Schären.

## Geschichte

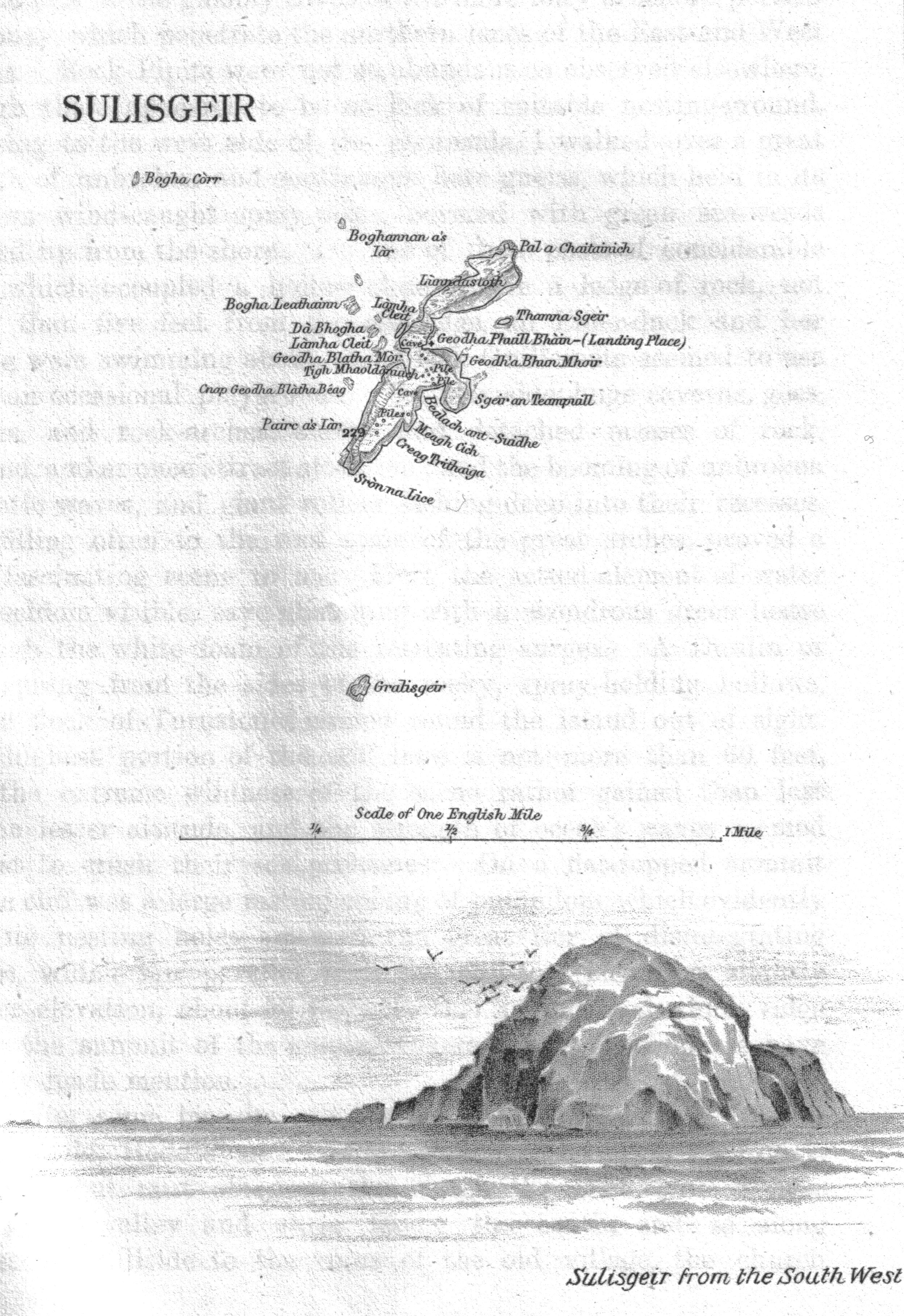
Karte von Sula Sgeir aus dem 19. Jahrhundert

Die ältesten Berichte über Einwohner des Ness-Distrikts auf Lewis, die nach Sula Sgeir segelten, stammen aus dem Jahr 1549. Ihr Ziel war die Jagd auf Seevögel, vor allem Basstölpel. Bis heute wird diese Jagd, der guga cull, von Menschen aus dem Ness-Distrikt betrieben, obwohl Sula Sgeir 1956 zusammen mit North Rona zum Naturschutzgebiet erklärt wurde. Bis zu 2000 junge Basstölpel dürfen nach einer Sonderregelung jedes Jahr von Jägern aus dem Ness-Distrikt getötet werden; ihr Fleisch, guga genannt, gilt in Ness als Delikatesse.
Einer lokalen Sage zufolge soll Brianhuil, eine der beiden Schwestern des heiligen Ronan von Iona, vor ihrem Tod eine Zeitlang auf der trinkwasserlosen Insel gelebt haben.

## Gebäude
Eine Reihe von teils zerfallenen Unterständen befindet sich auf Sula Sgeir, darunter das Taigh Beannaichte (Gesegnetes Haus). Sie sind aus langen Gneisstücken gebaut. Daneben findet man an der Südküste einen Leuchtturm, der bereits mehrfach in Stürmen beschädigt wurde. 

## Flora und Fauna

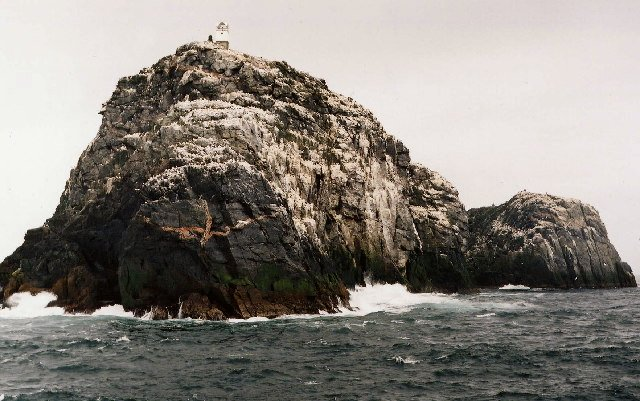
Sula Sgeir, von Südwesten gesehen

Trotz seiner exponierten Lage gibt es auf Sula Sgeir eine reichhaltige Vegetation. Im Juni blühen zahlreiche Strand-Grasnelken (Armeria maritima). 
Die Insel ist besonders für ihre Seevögel bekannt. Rund 5000 Basstölpel-Brutpaare (Morus bassanus) werden jährlich gezählt. Dazu kommen weitere Arten wie Dreizehenmöwe (Rissa tridactyla) und Papageientaucher (Fratercula arctica).

## Naturschutz
Sula Sgeir gehörte zusammen mit North Rona zum Rona and Sula Sgeir National Nature Reserve, das am 30. März 2006 eingerichtet wurde. Am 18. Mai 2018 wurde der Schutzstatus wieder aufgehoben. Beide Inseln sind aber weiterhin als Site of Special Scientific Interest (SSSI) eingestuft.